# Segafredo Zanetti
Segafredo Zanetti é uma empresa italiana de torrefação de café adquirida nos anos setenta por Massimo Zanetti de Francesco Segafredo. Possui sede em Pianoro, na província de Bolonha.
Atualmente, pertence à holding fundada por Massimo Zanetti, a Massimo Zanetti Beverage Group.

## Produtos
- Produtos para consumo em casa (misturas e sistemas de café expresso)
- Produtos para consumo fora de casa (misturas profissionais, sistemas de café expresso e máquinas de venda automática)